# Heinrich Brockmeier
Heinrich Brockmeier (* 1938 in Berlin) ist ein deutscher Zeichner und Bildhauer, der vor allem mit Aquarellfarben und Tusche bzw. in Bronze, Eisen, Mischtechnik arbeitet und der „ständig auf der Suche nach neuen Ausdrucksmöglichkeiten“ ist.

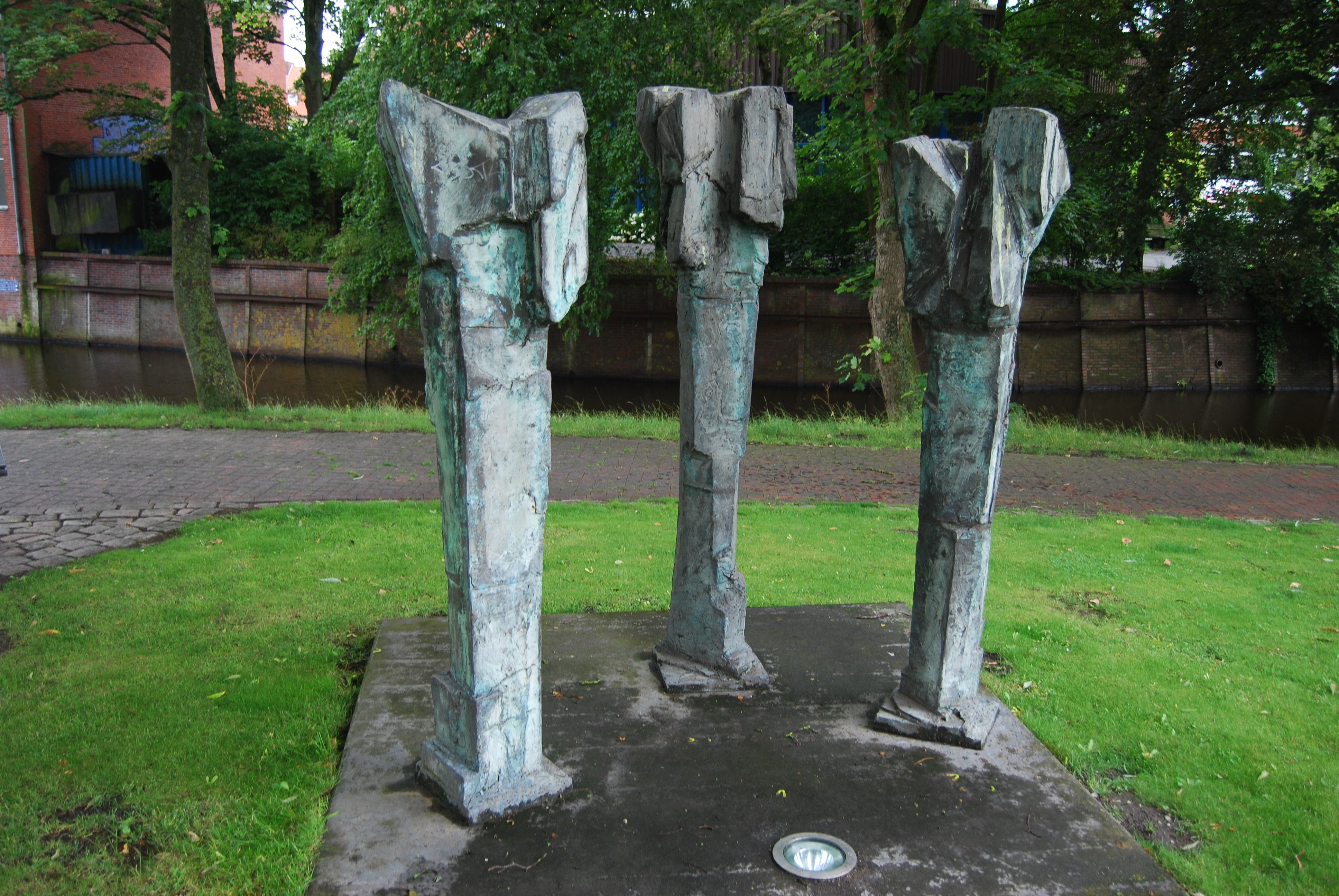
Positionen, 1995, Kunsthalle Emden (Foto: 2015)

## Leben
Brockmeier wurde 1938 in Berlin geboren. Seit 1969 ist er als Bildhauer tätig.
In Recklinghausen hat er seit 1987 ein gemeinsames Atelier mit der Malerin Uschi Klaas und seit einigen Jahren ein weiteres in Spanien.

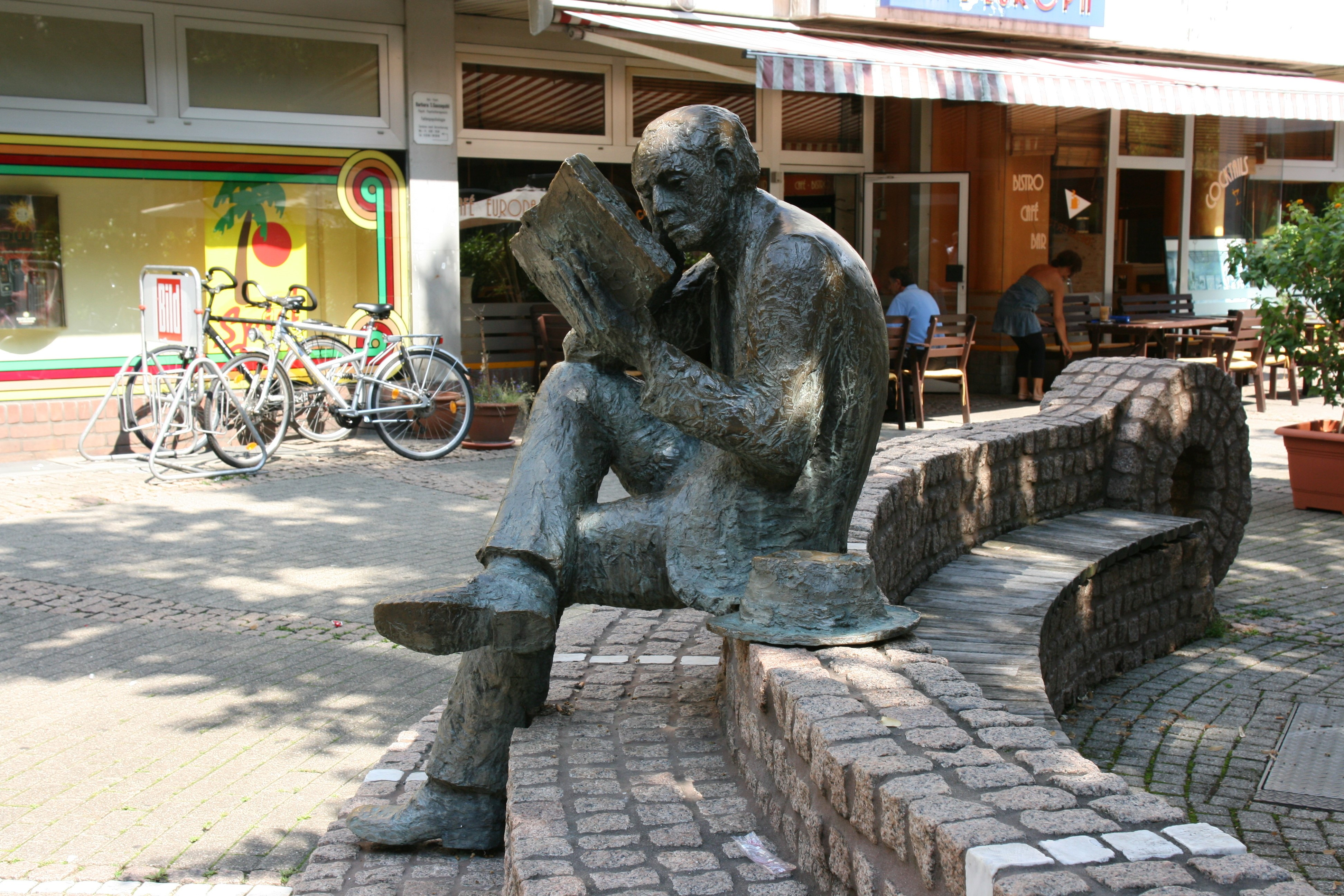
Lesender, 1984, auf dem Skulpturenpfad Herten (Foto: 2010)

## Werk
Brockmeier ist mit seinen Skulpturen und Büsten in Nordrhein-Westfalen in vielen Städten vertreten. Auf dem Skulpturenpfad Herten stehen beispielsweise vier Werke von ihm.

### Bewertung des Werks
Malerei

Die Porträtkunst stellt einen Schwerpunkt im Werk von Brockmeier dar. Er schuf u. a. Bildnisse von Ernst Bloch, Otto Wels, Käthe Kollwitz, Salvador Dalí und Picasso. Hierbei betont der Künstler das Thema der Vergänglichkeit, indem er sich während der Arbeit vergegenwärtigt, dass das „menschliche Gesicht auf dem Schädel aufbaut, auf dem Totenkopf“. Hierbei besteht eine der Vorgehensweise darin, eine Serie von Porträts von demselben Menschen zu schaffen oder die Gesichtshälften unterschiedlich altern zu lassen.
Objektkunst, Bildhauerei

Brockmeiers Bronzearbeiten stellen die menschliche Figur in den Mittelpunkt. Die Formensprache ist auf das Wesentliche reduziert und tendiert zur Abstraktion. Seine Skulpturen hinterlassen „durch ihre kantigen und blockhaften Flächen einen strengen und stark präsenten Eindruck“.
Die menschliche Figur tritt in den Kunstwerken in verschiedensten Gestaltungen von malerisch gegenständlich bis zur abstrakten Reduktion hervor. Hierbei liegt ein besonderes Gewicht auf dem „Dualismus von tief empfundener Freude am Sein und der Erschütterung über die Vergänglichkeit.“
Ausdruck dieses Zwiespalts treten besonders in den sog. Tragischen Figuren hervor, deren Entstehung in die frühen 1980er Jahre fallen. Beispiele sind Skulpturen von Don Quichote, Ikarus, Orpheus und Eurydike und Jesus Christus.

Bereits in den 1970er Jahren entstanden seine sog. Extatischen Figuren, die ganz „von ihrer Dynamik und ihrem barocken Gestus“ leben.
Die Skulpturen werden oft mit Hilfe eines sie umschließenden Gestells in ihrer Raumposition gehalten, wobei das Gestell die „Grundsituationen des Menschen definiert: das Eingeschlossensein und somit die Isolierung“ (Ute Eggeling) bzw. „das Eingeschränktsein durch Konventionen“ und „gesellschaftlichen Zwang“ (Brockmeier).

Ein anderer Schwerpunkt sind Varianten des Reiterstandbilds, wobei weniger „eine lange ikonographische Tradition“ (Ute Eggeling) dieses Sujets, sondern die Schicksalsgemeinschaft von Pferd und Mensch thematisiert wird (Brockmeier). Hierbei spielt auch eine Rolle, dass Brockmeier das Pferd „für das schönste Tier“ hält (Brockmeier).

Ab etwa 1985 entstand eine weitere Figurengruppe, die sog. Hebros, Einzelskulpturen, die trotz ihrer reduzierten Bildlichkeit „blockhaft und klobig“ ausgeführt sind, einen massigen Oberkörper und fast verschwindend kleinen Kopf besitzen und „Identifikationsfiguren“ darstellen, in denen sich der Künstler selbst wiederzufinden hofft. „Diese Skulpturen sind das Resümee all meiner bisherigen Auseinandersetzungen“ (Brockmeier).

## Ausstellungen, Sammlungen, Kunst im öffentlichen Raum

### Kunst im öffentlichen Raum
Zusammenstellung in einer Auswahl (ergänzt, möglicherweise nicht vollständig)
- Bürger Klinik, Oberhausen
- Zeit des Schweigens Flottmann–Hallen, Herne
- Büste Robert Brauner Herne Robert–Brauner–Platz, Herne
- Extase Bochumer Straße, Herne
- Paternoster IHK Bochum
- Miteinander Kemnader See, Bochum
- Signal Westfalenpark, Dortmund
- Tragische Figur, Kupfer/Eisen, 1981, Herne
- Kommunikation? Kampstraße, Dortmund
- Büste Willy Brandt Willy–Brandt–Park, Recklinghausen
- Büste Freiherr vom Stein Rathaus, Recklinghausen
- Büste Gustav Heinemann Justiz–Akademie, Recklinghausen
- Büste Konrad Adenauer Konrad–Adenauer–Platz, Recklinghausen
- Sonnenscheibe Theodor–Körner–Straße, Recklinghausen
- Bürger tragen ihre Stadt Rathausplatz, Recklinghausen
- Gemeinsam Ewaldstraße, Herten
- Kommunikation Ewaldstraße, Herten
- Lesender Place de Arras, Herten
- Relief Otto Wels Otto–Wels–Platz, Herten
- Büste Freiherr vom Stein, Berlin
- Erwartung Einkaufsstraße, Herten
- Zeitscheibe IHK, Gelsenkirchen
- Einsamer Hebro Postamt, Beckum
- Augenblick Postamt, Meinberg
- Positionen Kunsthalle, Emden
- Konstellation Ruhrverband, Essen
- Büste Willi Pohlmann Willi–Pohlmann–Platz, Herne
- Antonius Kirche König–Ludwig, Recklinghausen
- Miteinander Kemnader See, Bochum
- Hoffnung, Hattingen
- Abstrakte Figur, Tübingen

### Kunst in öffentlichen Besitz
Zusammenstellung in einer Auswahl
- Kunsthalle, Recklinghausen
- Justizakademie Recklinghausen
- Sparkasse Vest, Recklinghausen
- Deutscher Bundestag, Berlin
- Sparkasse Castrop–Rauxel
- Ruhrverband Essen
- Märkisches Museum Witten
- Kunstsammlung Nannen, Emden
- Museum am Ostwall, Dortmund
- Universität Bochum
- Rathaus Danzig
- Deutscher Städtetag, Köln
- Mark–E, Hagen
- Ernst Bloch Archiv, Tübingen
- IHK Bochum
- Sammlung Sieger, Münster
- Sammlung Berg, Zürich
- Herner Sparkasse
- Städtische Galerie, Herne
- Thyssen–Krupp, Essen

### Einzelausstellungen
Zusammenstellung in einer Auswahl
- Kunsthalle, Emden
- Märkisches Museum, Witten (1976)
- Bischöfisches Museum, Trier
- Kunstverein, München (1979)
- Künstlerhaus, Donezk
- Art Nouveau, Paris
- Kunstverein, Unna (1973)
- Parlamentarische Gesellschaft, Bonn
- Galerie Laimböck, Utrecht
- Galerie Jaeschke, Braunschweig

### Ausstellungsbeteiligungen
Zusammenstellung in einer Auswahl
- 1970 Dortmund, Galerie Ostentor, Grafik 99
- 1971 Düsseldorf, Winterausstellung
- 1972 Herne, Museum, 75 Jahre Herne
- 1972 Euskirchen, Landesgartenschau
- 1972 Köln, Kaleidoskop
- 1972 Recklinghausen, Kunsthalle, Junger Westen
- 1972 Hannover, Wilhelm–Busch–Museum
- 1972 Essen, forum bildender künstler
- 1972 Dinslaken, Acht Künstler des Ruhrgebietes
- 1972 Düsseldorf, Internationale Kunstmesse
- 1972 Düsseldorf, Winterausstellung
- 1973 Unna, Kunstverein, Napoleon III
- 1973 Göttingen, Kunstmarkt
- 1973 Basel, Internationale Kunstmesse
- 1973 Hamm, Atelier Schumitz
- 1973 Essen, forum bildender künstler
- 1973 Köln, Internationale Kunstmesse
- 1974 Paris, Academie des Beaux Arts
- 1974 Berlin, Internationaler Kunstmarkt
- 1974 Düsseldorf, Internationale Kunstmesse
- 1974 Essen, forum bildender künstler
- 1974 Düsseldorf, Winterausstellung
- 1975 Gelsenkirchen, Kunstpreis der Stadt
- 1975 Köln, Internationaler Kunstmarkt
- 1976 Rostow und Tiflis, UdSSR
- 1977 Linz, Österreich
- 1978 Lippstadt, Galerie Trost
- 1978 München, Kunstverein
- 1979 Köln, Internationaler Kunstmarkt
- 1979 München, Kunstverein

## Veröffentlichungen
- Kunstverein Unna – Heinrich Brockmeier – Plastik, Zeichnungen, 1973
- Wilhelm Nettmann – Heinrich Brockmeier, 29.2. – 26.3. 1976, Märkisches Museum, Witten, 1976
- Galerie Utermann, Dortmund – Heinrich Brockmeier – Skulpturen und Zeichnungen, 1981, ISBN 3-922987-00-1
- Falko Herlemann (Hrsg.) – Uschi Klaas + Heinrich Brockmeier, Leinwandbilder mit Eisenkonstruktionen, Gouachen, Bronze–Skulpturen, ohne Jahresangabe
- Galerie Utermann – Heinrich Brockmeier – Skulpturen und Zeichnungen, 1985
- Andrea Firmenich – Uschi Klaas und Heinrich Brockmeier. Raum – Fläche – Farbe, Kunsthalle Emden, 1992